# ガボン民主開発連合
ガボン民主開発連合（ガボンみんしゅかいはつれんごう、フランス語: Union gabonaise pour la democratie et le developpement、略称:UGDD、英語: Gabonese Union for Democracy and Developmentまたはガボン民主発展連合（ガボンみんしゅはってんれんごう）は、ガボンの政党。2005年にザカーリ・ムボトが、ガボン民主党を離党して結成した。
2005年11月27日に行われた大統領選挙では、ガボン民主開発連合は選挙前に合法化されていなかったため、ムボトは独立系候補として出馬し、6.58パーセントを得票し、5人中3位につけた。2006年4月27日、内務省から合法政党としての認可を得た。
2006年12月17日から12月24日に行われた総選挙では、4議席を獲得した。
2008年4月の統一地方選挙では161名の当選者を出した。 
その一方で、2009年1月14日、党書記長のシルヴェストル・ラタンガとポール・ブンドゥクウ・ラタがボンゴ政権の工作で政権入りすると、ムボトは二人を党から除名した。